# 赣飞虱属
赣飞虱属（学名：Ganus）为稻虱科的一个属。

## 下属物种
本属包括以下物种：
- 淡脊赣飞虱 Ganus pallicarinatus Ding, 2006